# Alien Nation (serie de televisión)
Alien Nation, conocida en español como Alien Nación (España), Nación Extraterrestre o Los Visitantes, es una serie de televisión de ciencia ficción producida en Estados Unidos por Fox y basada en la película homónima. Duró 23 episodios, que se emitieron entre 1989 y 1990.

## Argumento
La serie empieza con la llegada pacífica a la Tierra (concretamente, a unos idílicos Los Ángeles de comienzos de los noventa) de una raza alienígena de inmigrantes físicamente muy similares a los seres humanos. En ella se muestran los problemas morales y de convivencia propios de la relación entre humanos y extraterrestres desde un punto de vista propio del drama policial: la discriminación, los asesinatos y vicios y las relaciones entre especies serán la base de cada episodio.

## Elenco de la serie
- Detective Matthew Sikes – Gary Graham
- Detective George Francisco – Eric Pierpoint
- Susan Francisco – Michele Scarabelli
- Emily Francisco – Lauren Woodland
- Buck Francisco – Sean Six
- Cathy Frankel – Terri Treas
- Albert Einstein – Jeff Marcus
- Capitán Bryan Grazer – Ron Fassler
- Beatrice Zepeda – Jenny Gago
- Burns – Jeff Doucette
- Sargento Dobbs – Lawrence Hilton-Jacobs
- Jill – Molly Morgan
- Uncle Moodri – James Greene